# Joseph Yahalom

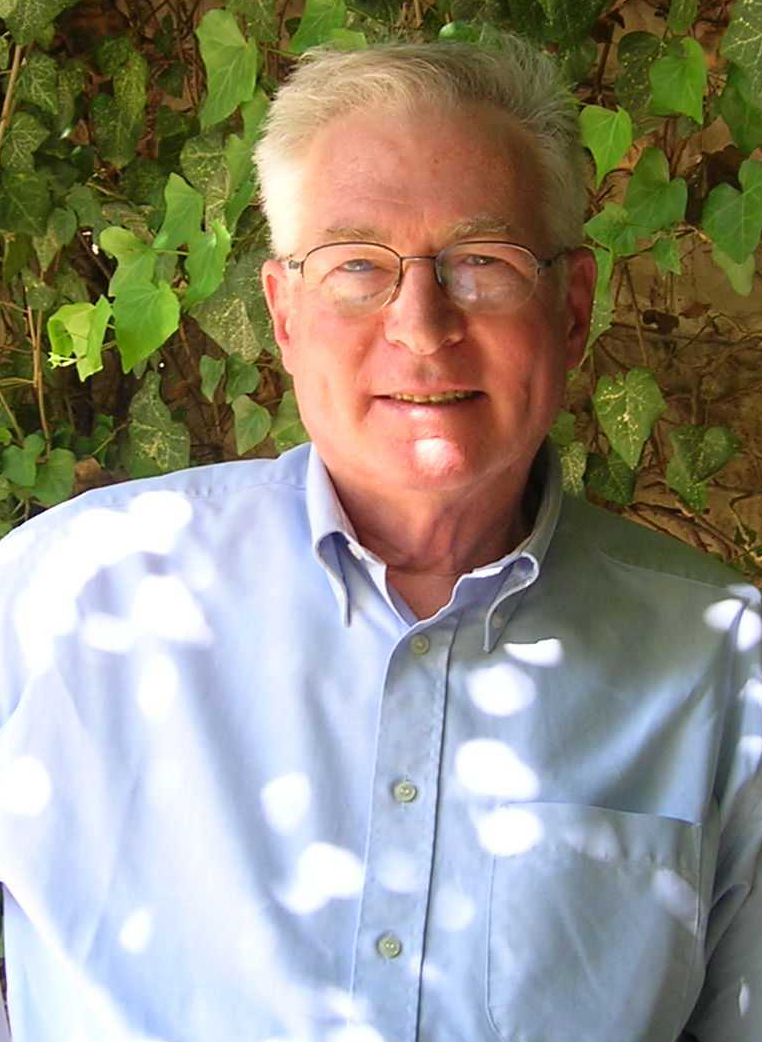
Joseph Yahalom, 2008

Joseph Yahalom (hebräisch יוסף יהלום; * 11. April 1941 in Haifa, Israel) ist ein israelischer Literaturwissenschaftler, Hebraist und Hochschullehrer.

## Ausbildung
Yahalom besuchte die Jawne-Schule in Jerusalem. Hier entwickelte Yahalom sein Interesse für Hebräische Sprache und Literatur. Danach besuchte Yahalom bis 1960 das Lifshitz College of Education in Jerusalem. Nach seinem Schulabschluss leistete Yahalom seinen Wehrdienst bei den Israelischen Verteidigungsstreitkräften.
Dann studierte er Hebräische Sprache und Literatur an der Hebräischen Universität Jerusalem. Dort machte er 1962 seinen Bachelor und diente in der Armee als Bildungsoffizier.
1967 machte er seinen Master und promovierte 1973 bei Ze'ev Ben-Hayyim und Chaim Schirmann mit einer Arbeit zum Thema The Syntax of the Ancient Piyyut as a Basis for its Style. Ze'ev Ben-Hayyim lud Yahalom ein, sich einer Gruppe von Gelehrten an der Akademie für die hebräische Sprache anzuschließen, die am Historischen Wörterbuchprojekt der hebräischen Sprache arbeiteten. Zu dieser Gruppe gehörten unter anderen Israel Yeivin und Gad Ben-Ami Zarfati.

## Beruf
Von 1974 bis 1984 war Yahalom Dozent. Seit 1983 ist er Mitglied der Akademie für die hebräische Sprache in Jerusalem. 1985 wurde er zum Professor für Hebräische Literatur an der Hebräischen Universität Jerusalem berufen. Ab 1991 war er dort Leiter der Abteilung für Hebräische Literatur. 2009 ging er in den Ruhestand. Seither widmet er sich weiter seinen Forschungen, was sich in zahlreichen Publikationen ausdrückt.
1984, 2002 und 2006 war Yahalom Fellow des Institute of Advanced Studies an der Hebräischen Universität Jerusalem. 1986 war er Redakteur des Tarbitz Quarterly und des Jerusalem Studies of Hebrew Literature am Institut für Jüdische Studien an der Hebräischen Universität Jerusalem.

## Forschungsinteressen
Yahalom forscht zur mittelalterlichen hebräischen Poesie und Poetik. Er untersucht die Hintergründe weltlicher und liturgischer Dichtung. Seine Forschungen betreffen einen Zeitraum von ungefähr 1000 Jahren und zwar vom frühen Byzantinum (um 395) bis zur Vertreibung der Juden von der Iberischen Halbinsel (um 1492).
Er beschäftigt sich mit alten Pijjut in hebräischen und aramäischen Schriften und untersucht die frühen palästinensischen Vokalisationssysteme. Dazu analysiert er Funde aus verschiedenen Genizoth, darunter insbesondere die Geniza der Ben-Esra-Synagoge in Kairo.
Bei allen seinen Forschungen berücksichtigt Yahalom stets das geographische, geschichtliche und gesellschaftliche Umfeld. Er interessiert sich besonders für die Verbindungen und Einflüsse der verschiedenen Sprachen, Völker, Kulturen und Religionen untereinander. Er betont, dass es zum Verständnis der jüdischen Literatur gehört, sich sorgfältig mit den sie umgebenden Kulturen zu beschäftigen. Yahalom enthüllt zahlreiche Einflüsse aus dem Aramäischen, dem Griechischen, dem Lateinischen, dem Syrischen, dem Arabischen, dem Spanischen und dem Türkischen auf die jüdische Hymnographie.
Yahaloms besonderes Interesse gilt den beiden Gelehrten Juda al-Charisi und Jehuda ha-Levi. Er schrieb zwei umfangreiche Bücher über die Poesie Jehuda ha-Levis. Zusammen mit Joshua Blau und Paul B. Fenton rekonstruierte er die Reiseberichte von al-Charisi. Diese Veröffentlichung zeigt, wie ein jüdischer Poet sich auf Arabisch ausdrückt, entsprechend den Standards der arabischen Literatur und Poesie. Zusammen mit Naoya Katsumata arbeitet Yahalom an der Rekonstruktion des Tahkemoni von al-Charisi.

## Gastaufenthalte
Yahalom wurde zu zahlreichen Aufenthalten als Fellow, Gastforscher und Gastprofessor eingeladen, darunter:
- 1975: Dumbarton Oaks, Washington, D.C.
- 1976 und 2001: Department of Near Eastern Languages and Civilizations, Harvard University, Cambridge Massachusetts
- 1978: Taylor-Schechter Genizah Unit, Cambridge University Library, England
- 1989: Jewish Theological Seminary, New York City
- 1995: Clare College, University of Cambridge, England
- 1998: Center for Advanced Jewish Studies, University of Pennsylvania, Philadelphia
- 2004: Department of Religious Studies, Yale University, New Haven, Connecticut[2]

## Preise
1973 erhielt Yahalom den Warburg Preis des Mandelinstituts für Judaistik für seine Doktorarbeit, 2003 den Ben-Zvi-Preis für sein Lebenswerk des Studiums des palästinensischen Judentums und 2012 den Bialik-Preis.

## Familie
Yahaloms Eltern kamen aus einer Stadt an der deutsch-polnischen Grenze. Sie wanderten vor Beginn des Zweiten Weltkrieges nach Palästina aus, zunächst nach Haifa, wo Yahalom geboren wurde, dann aber bald nach Jerusalem. Yahalom ist verheiratet und hat 5 Kinder, darunter den Physiker Asher Yahalom und den Talmudgelehrten Shalem Yahalom, beide Professoren an der Universität Ariel.

## Bücher (Auswahl)
- Yehuda Halevi Poetry and Pilgrimage, Magnes Press, Israel, 2009, ISBN 978-965-493-324-7
- Shirat Hayyav Shel Reish Yehudah Ha-Levi, Magnes Press, The Hebrew University, 2008, ISBN 978-965-493-321-6
- Avodah: Ancient Poems for Yom Kippur: An Anthology of Ancient Poetry for Yom Kippur zusammen mit Michael D. Swartz, PENN ST UNIV PR; Bilingual Edition, 2005, ISBN 978-0-271-02357-1
- Palestinian Vocalised Piyyut Manuscripts in the Cambridge Genizah Collections, Cambridge University Press, 1997, ISBN 978-0-521-58399-2
- Ottoman Melodies Hebrew Hymns: A 16th Century Cross-Cultural Adventure zusammen mit Andreas Tietze, Akademiai Kiado, 1995, ISBN 978-963-05-6864-7

## Artikel (Auswahl)
- Hebrew Poetry in Medieval Egypt in Miriam Frenkel (Hrsg.): The Jews in Medieval Egypt, Boston: Academic Studies Press, 2021, S. 209–243 Download als pdf möglich
- Judah Halevi on the Hebrew Language zusammen mit Joseph Blau in Aaron J. Koller, Mordechai Z. Cohen, Adina Moshavi (Hrsg.), Semitic, Biblical, and Jewish Studies in Honor of Richard C. Steiner, Jerusalem, Bialik Institute, 2020, S. 130–157 Download als pdf möglich, hebräisch
- Ibn Abitur between Fusṭāṭ and Córdoba: Two Jewish Cultural Centers at the Turn of the Eleventh Century zusammen mit Naoya Katsumata in The Poet and the World: Festschrift for Wout van Bekkum on the Occasion of His Sixty-fifth Birthday, Berlin. de Gruyter, 2019, S. 29–42 Download als pdf möglich
- Early Rhyme Structures in Piyyut and Their Rhetorical Background in Michal Bar-Asher Siegal et al. (Hrsg.), The Faces of Torah: Studies in the Texts and Contexts of Ancient Judaism in Honor of Steven Fraade, Göttingen, Vandenhoeck & Ruprecht, 2016, S. 635–657 Download als pdf möglich
- Palestinian Tradition in W. Randall Garr and Steven E. Fassberg (Hrsg.), A Handbook of Biblical Hebrew, vol. 1: Periods, Corpora, and Reading Traditions, Winona Lake, Indiana, Eisenbrauns, 2016, S. 161–173 Download als pdf möglich
- A Jewish Christian Debate in the Liturgy for Pentecost zusammen mit Kirisutokyo Kenkyu, Studies in Christianity 78:1, 2016, S. 1–15
- Redacción y Reelaboración: Entre el Original y la Reelaboración en la Creación Literaria de R. Judá Al-Ḥarizi,  Iberia Judaica, vol. 5, 2013, S. 173–194 Download als pdf möglich, spanisch
- Piyyut in Byzantium: A Few Remarks in Robert Bonfil et al. (Hrsg.), Jews in Byzantium: Dialectics of Minority and Majority Cultures, Leiden, Brill, 2012, S. 317–335 Download als pdf möglich
- Come Back into the Fold, My Beloved One: A Fifteen-Century Hebrew Dirge on the Fate of Spanish Jewry zusammen mit Wout van Bekkum, Frankfurter Judaistische Beiträge, vol. 36, 2010, S. 69–83 Download als pdf möglich